# Oligomyrmex rothneyi
Oligomyrmex rothneyi är en myrart som beskrevs av Auguste-Henri Forel 1902. Oligomyrmex rothneyi ingår i släktet Oligomyrmex och familjen myror. Inga underarter finns listade i Catalogue of Life.